# Jaskinia Wiatrów
Jaskinia wiatrów – dawna naturalna jaskinia położona w kompleksie wodospadów Niagara za jedną z kaskad nazwaną "Welon Panny Młodej" (ang. Bridal Veil Falls).
Wymiary jaskini wynosiły: 40 m wysokości, 30 m szerokości, 9 m głębokości. Została odkryta w 1834 roku i nazwana pierwotnie Aeolus od greckiego boga wiatru. W 1841 oficjalnie otwarto jaskinię dla turystów. W 1920 nastąpiło jej częściowe zawalenie i zamknięcie dla turystów. W 1924 ponownie otwarto trasę turystyczną, jednak zmieniono jej główną atrakcję i zaczęto prowadzić turystów do podnóża wodospadu zamiast do jaskini za nim. Trasę poprowadzono poprzez kompleks pomostów i rusztowań. Na pomostach można doświadczyć huraganowych wiatrów, których prędkość dochodzi do 110 km/h. Całkowite zawalenie nastąpiło w 1954 roku.

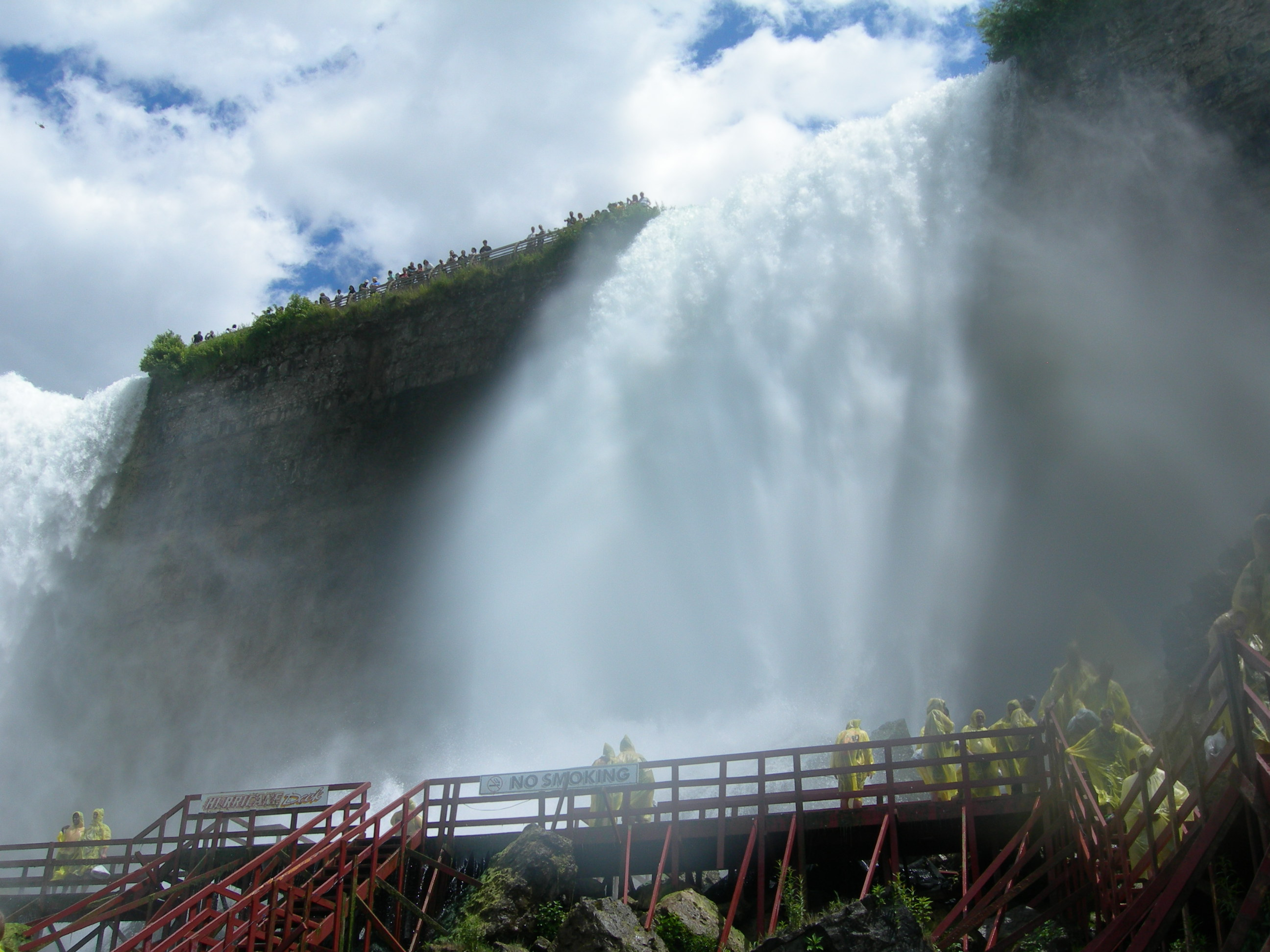
Napis "No smoking"